# 拉迪维尔
拉迪维尔（法語：Ladiville，法語發音：[ladivil]）是法国夏朗德省的一个市镇，属于干邑区。

## 地理
拉迪维尔（45°30'54"N, 0°3'59"W）面积7.19 平方千米，位于法国新阿基坦大区夏朗德省，该省份为法国西部内陆省份，北起德塞夫勒省和维埃纳省，东临上维埃纳省，东南至多尔多涅省，南至多爾多涅省，西接滨海夏朗德省。
与拉迪维尔接壤的市镇（或旧市镇、城区）包括：圣博内、维尼奥勒、瓦勒德维涅、贝勒维涅。

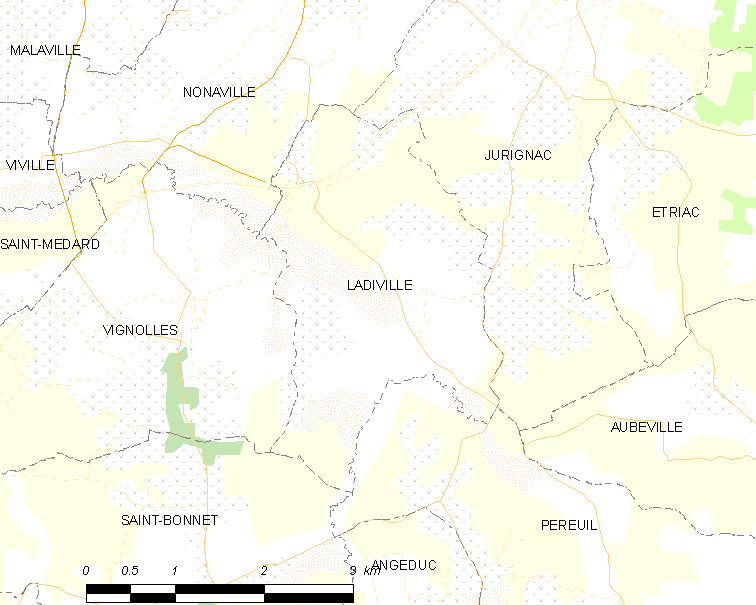
拉迪维尔的OSM定位图

拉迪维尔的时区为UTC+01:00、UTC+02:00（夏令时）。

## 行政
拉迪维尔的邮政编码为16120，INSEE市镇编码为16177。

## 政治
拉迪维尔所属的省级选区为夏朗德南县。

## 人口

1962-2008年间拉迪维尔人口变化图示

拉迪维尔于2022年1月1日时的人口数量为129人。